# ウルトラマンR/B
『ウルトラマンR/B』（ウルトラマンルーブ）は、2018年7月7日から12月22日にかけてテレビ東京系列で毎週土曜 9:00 - 9:30 (JST) に放送された円谷プロダクション制作の特撮テレビドラマ。キャッチコピーは「これは俺たち兄弟の物語。ウルトラマン、はじめます。」、「オレ色に染めあげろ！ルーブ!!」。

## 概要
本作品は『ウルトラマンギンガ』以降のウルトラシリーズを指す『ニュージェネレーションヒーロー』の第6弾作品であり、『ウルトラマンオーブ』（2016年）以降のシリーズ同様、単独タイトル作品として制作される。なお、本作品は平成最後のウルトラマン作品ともなった。
企画タイトルは当初、『ウルトラマンZ』であった。

## ストーリー
湊カツミと湊イサミは、大昔に妖奇星と呼ばれる隕石が落ちたとされる綾香市に住む兄弟である。母親の失踪から15年が経ったある日、謎の巨大生物の目撃情報を聞きつけ山へ訪れた2人は、巨大怪獣グルジオボーンに遭遇する。グルジオボーンの攻撃に巻き込まれる湊兄弟だったが、2人は突如現れたルーブジャイロとルーブクリスタルによって、それぞれウルトラマンロッソとウルトラマンブルに変身する力を手に入れる。突然の出来事に戸惑いながらも協力してグルジオボーンを倒した2人は、ウルトラマンとして次々に出現する怪獣や、その裏で暗躍する存在の脅威に立ち向かうこととなる。

## 登場人物

### 湊家
湊 カツミ（）
本作品の主人公の1人。名前の漢字表記は活海。ウルトラマンロッソに変身する湊家の長兄で、1995年5月23日生まれの23歳。血液型はA型。イサミやアサヒから「カツ兄（）」と呼ばれる。
温厚かつ真面目で、長兄ということもありウルトラマンの力を得た際はその強大さゆえに深謀遠慮な姿勢を見せるリアリストな面を持ち、愛染やサキに対しても冷静に接しようとするなど、常識的な性格を持つ。その一方、好きなことになると周囲が驚くほど熱血な一面を見せる。幼少期から野球が得意で、地元商店街の有志で構成された草野球チーム「ホワイトベアーズ」のピッチャーを務める。高校時代は甲子園にも出場し、大学野球の推薦やプロからスカウトがされるほどの実力の持ち主だったが、家族を支えるために野球の道を諦めた過去を持つ。
劇場版では、夢や目標が定まっているイサミやアサヒとは対照的に自分の将来を決めかねている。トレギアの策略によって地球から7452光年離れたホスター21星系の地球型惑星に転送された際は、友人の戸井が変身したスネークダークネスに敗北した挙句トレギアによってその場に放置されるが、イサミたちの活躍で地球へ帰還。イサミ、アサヒ、リクと協力してトレギアとスネークダークネスを撃破する。事件終了後はデザイナーの勉強をすることを決め、ウシオの知人のいるミラノに留学する。
- シリーズ構成の中野貴雄は、周囲のキャラクターが強烈のためにカツミは受けの芝居が多くて損ではないかとの懸念もあったが、巻き込まれ型のカツミも人気が出ると確信していたという。

湊 イサミ（）
本作品の主人公の1人。名前の漢字表記は勇海。ウルトラマンブルに変身する湊家の次兄で、1999年4月13日生まれの19歳。血液型はB型。アサヒからは「イサ兄（）」と呼ばれる。
母・ミオに影響され、国立綾香大学情報理工学部情報科学科で宇宙考古学を専攻している。好奇心旺盛な明朗快活で弟ということもあって自由奔放な言動が多いが、根は真面目でカツミ同様に家族を大切に想っている。また、普段はカツミに対して茶々を入れることが多いが、自身の夢よりも家族を選んだカツミに尊敬の念を抱いている。ウルトラマンとしてはカツミと対照的に積極的に力を行使しようとする姿勢をとることが多い。サキに対しては地球爆破の発表後にかなり攻撃的な言動をしており、カツミやアサヒにそれに制止されることが多い。その一方で、大切な人を傷つけてしまうことを恐れて変身不能に陥ったことがあるなど、精神的な脆さも同時に抱えている。
劇場版ではカリフォルニアの大学に留学するかどうか迷っていたところをカツミに背中を押され、自身も兄に夢を見つけるように伝える。トレギアとの戦闘終了後は留学を決め、カツミとお互いを激励し合った後に綾香市を旅立つ。
- シリーズ構成の中野は、イサミの性格は同じ研究者である母親の血が濃いと想定している。

湊 アサヒ（）
本作品のヒロイン。名前の漢字表記は朝陽。湊家の長女である女子高生で、2001年3月3日生まれの17歳（本人申告上）。血液型はB型。兄たちの呼び方は前述の通りだが、二人まとめて呼ぶ時は「お兄ちゃんたち」と呼ぶ。家では家事全般を受け持つ。「ハッピー♪」を口癖とし、天然かつマイペースな性格で常備している飴玉を使って誰とでも仲良くなることができる。一方で争いごとはじゃんけんすら苦手とし、常に世界中の人々の幸せを願っている。身内を含めた誰に対しても敬語で話をするが、感情が高ぶると敬語でなくなる。絵を描くことが多いが、お世辞にも上手とは言えず、本人もそれを自覚している。
第12話でホロボロスに敗れたオーブダークが変身解除されたと同時に落としたオーブリングNEOを拾い、次いでロッソとブルが変身解除される瞬間を目撃したことで兄たちがウルトラマンと知り、秘密を共有することとなる。
乳児期の記憶がある、昔の家族写真に写っていない、幼少期の記録が残っていない、愛染から存在を知られていなかったなどの謎な面も存在し、それを知ったことで自分の存在について思い悩み、家出をしてしまうが、兄たちの支えやサキとの交流のなかで持ち直す。ミオと邂逅した際は、「アサヒ」という名前はミオが女の子に名付けたかった名前だったことを知る。
その正体はマコトクリスタルがミオの「家族を見守りたい」という強い願いによって人間に化身した姿で、カツミとイサミがジャイロを手にしたことで誕生。無意識のうちに、以前から存在していたように記憶操作していた。兄妹の絆によるマコトクリスタルを作り出す原動力になり、それの誕生と引き換えに一度は消滅したが、湊家の家族の絆の力でクリスタルと独立した人格が分離し、獲得した人間の身体によって湊家の一員として迎え入れられた。
- 当初は、いつもファミレスにいる謎の女子高生といった案もあったが、妹にすることで話がまとまり、記憶改変系のエピソードを加えることで怖くなると思い、変更することとなった。メイン監督の武居正能は、アサヒのキャラクター付けについて視聴者の母親層が可愛らしいと感じてもらえることを意識したとしている。シリーズ構成の中野は、アサヒのイメージを「京都の女子高生」と述べている。また、飴玉を相手の口に入れる描写は、相手が面白い表情にさせることを意図している。
- 最終話でアサヒが消滅するかどうかは検討課題となり、最終的に物語の整合性よりもハッピーエンドを優先させることとなった。アサヒが戻ってくることが決定したことにより、劇場版でウルトラマンになるという展開も加わった。

湊 ウシオ（）
名前の漢字表記は潮。1968年5月14日生まれの50歳。血液型はB型。湊兄妹の父親でセレクトショップ「クワトロM」のオーナー。
オリジナルブランド「ウシオミナト」を手掛ける服飾デザイナーとしての顔も持つ。特にTシャツのデザインは毎日行っており、その独特のセンスが裏目に出て街の人々には不評だが、宇宙人の間では爆発的な人気を誇る。家族愛に溢れた人物でもあり、子供たちだけでなく、失踪したミオを15年間ひたすら待ち続けていた。息子たちがウルトラマンであることは、ミオが15年ぶりに湊家に戻ってきてから、カツミとイサミの口から知らされた。普段は温厚篤実な平和主義者で将来の計画性などに乏しい軽いノリの性格をしているが、ここぞという時には毅然とした父親の威厳を見せる。しかし、子供たちの気持ちをしっかりと汲みとり、その意思を尊重する器量の広さを持っている。
- 明るいが抜けており、気持ちの大きな人というキャラとなったが、劇中に登場する必然性が希薄であったことから、変なTシャツを作ろうとしてダメ出しを兄弟から食らうということとなった。ダジャレを元にしたTシャツは、実在するものと重複してはいけないため、事前に調べてから毎回世の中にはないダジャレを考えていたという。

湊 ミオ（）
湊家の母親で著名な宇宙考古学者。外見は30代後半だが、実際は1968年7月1日生まれの50歳。血液型はAB型。回想シーンで顔を出さずに登場はしていたが、第22話から正式に登場。
15年前にアイゼンテックで愛染とともに妖奇星やルーブクリスタルの研究をしていたが、ルーブジャイロ発掘の報を知って奪いに現れたサキからジャイロを守ろうとして、その中でミオの持つ2個のジャイロとサキのジャイロの計3個のジャイロが共鳴して、愛染の発明品の一つである次元転移装置が作動してしまい、それに巻き込まれる形で異次元に吹き飛ばされた。
ルーゴサイトの脅威が迫るなか、同じようにカツミとイサミ、サキの3個のジャイロが共鳴して異次元から脱出することに成功し、家族と15年ぶりに再会した。素性が解らないアサヒも自分の娘として受け入れるおおらかさを見せる。異次元にいた際は断片的ながら時間の流れを確認できたため、15年間の家族の動向も把握していた。異次元と実際の世界では時間の進み方が違っていたため、外観は15年前の失踪当時とほとんど変わっていない。その際にカツミとイサミがルーゴサイトに敗北する未来も見ており、母親として変身を阻止しようとする。
ガス状状態だったルーゴサイトを、家庭用電気用品（いわゆる「白物家電」。主に調理用の物が使われていた）を改造した装置を使ってクリスタル化することに成功するなど、科学者としての実力はかなりの物を持っている。
- 中野や武居、伊藤のブレーンストーミングのなかで、主人公の親が行方不明となっている、という展開が採用されたが、父親がいなくなるというのはありがちのため、母親が行方不明となった。企画段階では、第13話で帰還して後半の敵役になる予定であったが、母親を敵役とすることに反対意見が多かったため、これに代わる敵役として美剣サキが追加されることとなった。

### ウルトラマンの敵対者
愛染 マコト（） / 憑依生命体 チェレーザ
第1話から第16話に登場。名前の漢字表記は誠。「愛と善意の伝道師」を自称する、アイゼンテック社の社長兼研究総責任者で、33歳のAB型。白いスーツと自信に満ち溢れた雰囲気、独特の格言が特徴。研究者としても経営者としても非凡な才覚をもち、綾香市のセレブとして街のあらゆる人々に認知されている。市民や社内の他の研究員とも気さくに接するなど人格面でも優れ、社内外から信頼を寄せられている。
その正体は、15年前にウルトラマンの力を求めて地球に来訪したガス状の精神寄生体。幼少期にウルトラマンオーブに助けられたことでウルトラマンに憧れ、光の力を我が物とするために愛染に憑依し、クリスタルを収集している。愛染はチェレーザによって本来の人格を封じられている。ウルトラマンの在り方に並々ならぬ拘りを持ち、偶然力を手に入れた湊兄弟をウルトラマンに相応しくないと怪獣を差し向ける。
拉致した複数の市民と怪獣クリスタルによって、オーブダークへの変身能力を得てからは湊兄弟に取って代わってヒーローになろうと画策。自分のためだけに戦う姿勢を逆に兄弟から非難されて2度目の戦いで敗北し、一度はオーブリングNEOを取り上げられてオーブダークへの変身能力を失ったが、ホロボロスに敗北した兄弟からオーブリングNEOを奪い返し、再びオーブダークに変身。ホロボロスを撃破して市民の人気を集め、さらに召喚したベゼルブを自ら倒してさらなる人気を得ようとするも、ロッソとブルによって阻止される。直後、サキが召喚したホロボロスに挑んで敗北し、オーブリングNEOもアサヒの手に渡る。その後はサキと接触し、彼女から貸し与えられたジャイロでグルジオキングに変身してロッソやブルに一度は勝利するが、再戦時に兄弟が変身したルーブに敗北。満身創痍でアイゼンテック本社に戻るが、そこをサキによって愛染の身体から分離させられ、本体を換気システムに吸収される。自我を取り戻した本来の愛染はアイゼンテック社長を辞任（実質的にはサキによって解任された）し、自転車で世界一周の旅に出る。
- メイン監督の武居は、愛染のキャラクターについて80年代の男性アイドルをイメージしたと述べている。演じる深水元基の起用も武居の提案による。キャラ作りも『オーブ』のジャグラー同様、ある程度深水の演技に委ねているという。また、シリーズ構成の中野は定番のボスキャラ像の逆を意図している。円谷プロプロデューサーの鶴田幸伸は、愛染に悪意はないためウルトラマンと絡ませるのが難しかったことを反省点として挙げている。敵が前半と後半で変えるということは当初から意図していたものではあるが、前半の展開で存在感のあった愛染が突然いなくなるのは残念に思う人もいるため、不自然さを払拭するために取りついていた悪いものがいなくなったということとなった。
- 格言をしたためる際に必ず筆を持った腕を上げてから書くというのは、田原俊彦のサインを書く際の癖を元にしている。

美剣 サキ（） / グリージョ
第11話から第24話に登場。蒼い瞳を持つ、見た目はアサヒと同年代の少女。名前はアサヒとの初対面時に初めて名乗ったもので、それ以降もそのまま使用している。名前の漢字表記は沙姫。アサヒは「ツルちゃん」と呼んでおり、当初はそう呼ばれるのを嫌がっていた。地球の歴史上の偉人たちが残した格言を、「古き友は言った」から言い始めて引用する。基本的には無表情で感情を表に出すことは少なく、発言も非常に高飛車で高圧的だが、アサヒのペースに巻き込まれて普通の女子高生らしい振る舞いをすることもある。
基本的に上半身のアンダーが黄色い以外は黒ずくめの服を着ているが、本人は無自覚のうちにコスプレのようなことを何度かしている（看護師、ブレザーの女子高制服、ハロウィン衣装、セーラー服など）。強烈なショック波を手から撃ち出したり、超能力を駆使する。
その正体は約1300年前に地球を守ろうとした先代ロッソとブルの妹で、兄たちが果たせなかったルーゴサイトへの復讐のために一人で敵に立ち向かおうとしている。
複数のクリスタルや専用のジャイロを所有し、ホロボロスの召喚を皮切りに行動を開始。愛染をグルジオキングとして暴走させた後、愛染に憑依していたチェレーザを排除してアイゼンテックの新社長になるなどウルトラマンたちと敵対するが、その一方でアサヒを介してクリスタルをカツミとイサミに渡したり、キングジョーの中に閉じ込められたアサヒをカツミとイサミの協力を得て身体を張って助けるなど、ウルトラマンの味方になることもしており、特にアサヒには自分と同じ「ウルトラマンの妹」ということで関わることが多く、自分の気持ちも変わっていったようで、第23話でアサヒに別れを告げた後には涙を流すなど、最初の頑なな性格も変化していった。
第24話でルーゴサイトの攻撃をまともに受け、その際に致命傷を負ってしまい、アサヒの腕の中で自分のジャイロを託して、心の底からの微笑を浮かべながら兄たちと同じように星屑になって昇天した。
- グルジオボーンらの冠する「グルジオ（GRIGIO）」は「グリージョ」を読み替えたものである。
- 企画当初に登場が予定されていたミオが敵役ではなくなったため、それに代わる存在として追加された。女性の敵役は企画で通りづらいが、本作品では前作・前々作との差別化として認められた。一時期はアサヒを登場させずサキが湊家に妹として迎え入れられるという展開も検討されており、先代ウルトラマンの妹という設定はこの案の名残である。最終話の結末でもアサヒが消滅してサキが代わりに妹になるという案も存在した。
- 当初の脚本では過激なキャラクターとして描かれていたが、愛染がコミカルな路線であったことや絡みの多いアサヒとの対比から寡黙なキャラクターに改められた。口癖などは愛染と重複すると思われたため、格言を言うこととなったが、普通の格言では面白くないことから、オスカー・ワイルドなど聞いていて少し嫌な気持ちになるような格言が選ばれた。
- 小説『蒼い瞳の少女は灰色と名乗った』によれば、グリージョら3兄妹は惑星サンジャの戦災孤児で、育ての親であるバクバーバによって宇宙ギャングの裏の仕事を請け負う配下として育てられた。

ダーリン
アイゼンテックの秘書AI。若い女性の声を発する。名称はDigital Response Language Networkの略（D.R.L.N.）である。本社のシステム管理の他、ドローンを操作して怪獣クリスタルの回収も担当する。愛染の僕としてその計画を補佐していたが、サキの登場後はあっさりと彼女の指示に従うようになる。ただし、愛染やサキに完全に従順なわけではなく、反発することもある。

### その他
小牧 カオル（）
第6話・第7話に登場。名前の漢字表記は薫。湊兄弟が「コマ姐（）（コマキの姐御の略）」と呼び慕っている元女性警官。豪放磊落な性格で、警察を辞職してからは職を転々としながら世界中を旅している。表には出さないものの母親が失踪した湊兄弟を気に掛けており、4年に1度のペースで綾香市を訪れる。
愛染の策略でメカゴモラの体内に捕らえられるが、湊兄弟の奮戦によって負傷しながらも生還。その後、入院中にグルジオボーンの襲撃を受けるも無事に回復し、湊家に別れを告げて再び旅に出る。 
- 企画段階では、小学校教師やスポーツ選手、占い師などの職業が検討されており、元警官という設定は教師設定を発展継承させたものであり、衣裳も占い師設定の名残である。

えりな、ななか
アサヒの友達。アサヒを「アサッピ」と呼ぶ。劇場版にも登場。

## 本作品のウルトラマン
ルーブクリスタルとルーブジャイロで変身するウルトラマンたち。サキの兄たちがルーゴサイトの脅威に立ち向かうため、ウルトラマンオーブと同じ惑星O-50にある戦士の頂から授かった力が起源とされ、現在はカツミとイサミが変身能力を受け継ぐ。
クリスタルに宿ったエレメントを戦闘能力として引き出し、戦況に応じてルーブクリスタルを互いに交換することでタイプチェンジを行う。活動限界時間は約3分間で、再変身には一定時間を置かなければならない。
変身までの基本的な流れは、まず「オレ色に染めあげろ！ルーブ!!」と叫びながらルーブジャイロを突き出し、次に「セレクト、クリスタル！」の声とともにルーブクリスタルをルーブジャイロにセットし、最後に個別の変身コールとともにルーブジャイロのグリップを3回引くまでが定型となっている。
- 当初、頭部のデザインをタイプごとに変えるというアイデアであったが、同じモチーフで2人のウルトラマンがタイプチェンジをすると、訳が分からなくなってしまうことから、頭部の形状を変えずに、色のみを変えるというふうにルール付けをしている[33][34]。O-50の系譜という設定や使用するクリスタルのウルトラマンは意識していない[34]。ウインドは風の色として緑色にしようと思ったが、グリーンバックの都合で使えず、紫色となった[34]。
- スーツ造型は従来の1/1の原型ではなく、1/2サイズで原型を作り、等倍に出力するという手法がとられた[35]。共通するエレメントでタイプチェンジするというコンセプトで、全部のスーツを作ると大変なことになるため、頭と胸と腕の換装で成立するようにデザインされた[34]。
- 監督の武居が「喋るウルトラマンにする」と言ったため、アフレコ時間は歴代で最長だったという[36]。

### ウルトラマンロッソ
カツミが変身するウルトラマン。二本角と丸っぽい目が特徴。各部についているクリスタルの色はゴールド。ボールのような形状で放たれる攻撃技が多い。
- ロッソの名前の由来は、イタリア語で「赤」を意味する「Rosso」から[33]。
- デザイン画では、一本角だった[37][33]。「ウルトラマンらしい」として真ん中のトサカが付け加えられた[34]。銀色ベースのボディに黒いラインが入っており、肩とカラータイマーの両脇、大腿部と下まぶたに金色を使用している[37][34]。

#### 形態（ロッソ）
フレイム
タロウクリスタルを用いて変身した基本形態。メインカラーは赤。変身時のコールは「まとうは火！紅蓮の炎！」。パワーを活かした肉弾戦や、遠・中距離からの攻撃を得意とする。
アクア
ギンガクリスタルを用いて変身した姿。メインカラーは青。変身時のコールは「まとうは水！紺碧の海！」。攻撃技だけでなくアシスト能力も得意とする。
ウインド
ティガクリスタルを用いて変身した姿。メインカラーは紫。変身時のコールは「まとうは風！紫電の疾風！」。トリッキーな技を得意とする。スピードがより強化される反面、エネルギーの消費が早くなる。
グランド
ビクトリークリスタルを用いて変身した姿。メインカラーは黄金色。変身時のコールは「まとうは土！琥珀の大地！」。フレイムを上回る剛力と防御力を誇るが、機動力は低下する。

### ウルトラマンブル
イサミが変身するウルトラマン。一本角と四角っぽい目が特徴。各部についているクリスタルの色はシルバー。光線状で発射される技が多い。
- ブルの名前の由来は、イタリア語で「青」を意味する「Blu」から[33]。
- デザイン画では、二本角だった[37][33]。ロッソとボディは共通のデザインだが、黒と銀の配色が逆になっており、手甲と胸の色やディテールが異なっている[37][33][34]。肩とカラータイマーの両脇、大腿部に銀のパーツをアクセントとして入れている[34]。

#### 形態（ブル）
アクア
ギンガクリスタルを用いて変身した基本形態。メインカラーは青。変身時のコールは「まとうは水！紺碧の海！」。スピードを活かした中・近距離からの攻撃を得意とする。
フレイム
タロウクリスタルを用いて変身した姿。メインカラーは赤。変身時のコールは「まとうは火！紅蓮の炎！」。豪快な技を得意とする。
ウインド
ティガクリスタルを用いて変身した姿。メインカラーは紫。変身時のコールは「まとうは風！紫電の疾風！」。スピードがより強化される反面、エネルギーの消費が早くなる。
グランド
ビクトリークリスタルを用いて変身した姿。メインカラーは黄金色。変身時のコールは「まとうは土！琥珀の大地！」。フレイムを上回る剛力と防御力を誇るが、機動力は低下する。

### ウルトラマンルーブ
ロッソとブルがキワミクリスタルによって融合・変身したウルトラマン。精神と能力が一体化した強化形態となっており、全般的に能力が上昇している。メインカラーは金、銀、黒。変身時のコールは「まとうは極！金色の宇宙！」。頭部はロッソとブルを合わせた三本角となっている。約1300万年前の先代ロッソとブルは、この形態には到達できなかったが、カツミとイサミの絆の力によって実現できた。
- ロッソとブルが融合しているため、頭部の角は3本となっており、全体のカラーリングは属性カラーではなく、2体のクリスタル部分の色である赤と青を少しだけ取り入れつつ金色をメインとした銀と黒でまとめられた[37][33][34]。デザインではルーブコウリンの意匠を入れることが指定されており、背中にする案もあったが、見栄えなどを考慮しカラータイマー周りに配置された[出典 7]。
- 肩部の装飾は動きに支障が出るため、岩田栄慶からの提案によりアップ時は肩パッドを入れ、アクション時はこれを外すという方法がとられた[35]。
- インナースペースのシーンは、2人で撮影すると片方に焦点を合わせた場合、もう一方がピントがずれてボケてしまうため、別々に撮影したものを合成させている[36]。

### ウルトラウーマングリージョ
劇場版に登場。
アサヒが変身するウルトラウーマン。アサヒが変身したグルジオレギーナから精神エネルギー体となったサキの助力によって、羽化する形で誕生した。サキの本名であるグリージョの名を冠している。サポート能力に長けている。活動限界時間は、約3分間。
- グリージョの名前の由来は、イタリア語で「灰色」を意味する「Grigio」から[33]。
- 後藤のデザインとしては初の女性ウルトラ戦士である[46][33][34]。頭部デザインはおかっぱ頭をモチーフとしており、目はややタレ目、口を小ぶりにすることで可愛らしさを狙っている[出典 8]。カラータイマーと両サイドのクリスタル部分はロッソとブルを踏襲したものとなっている[34]。スーツは、スーツアクトレスのボディラインを出すことで女性らしさを表現するためシンプルなものとなった[46]。ボディカラーは、可愛くかつロッソやブルと被らないものとしてオレンジが選ばれた[46][33][34]。初期案ではアサヒのイメージカラーである黄色とする案も存在した[44]。また頭部にロングヘアー風の意匠を持つ案もあった[44][33]。目は女の子であることからピンクにする案もあったが、悪いキャラクターに見えてしまうことから黄色系の目となった[33]。胸部のクリスタルはロッソとブルがアンダーに配置していたのに対し、トップに配置している[33]。
- グルジオレギーナの中から現れるシーンは、チョウが蛹から脱皮するシーンをイメージしているとともに、夢に向かって飛び立つという意味も込められている[47]。

### ウルトラマングルーブ
劇場版に登場。
ロッソとブル、グリージョがマコトクリスタルによって融合・変身した究極戦闘形態。変身時のコールは「まとうは真！不滅の真理！」。ルーブを超えたパワーとスピードを持った超戦闘特化タイプだが、3人の心の一体化を強く保持する必要があるため、活動限界時間は約3分間強となり、3人の体力や精神力が弱くなると、胸部のグルーブシグナルが危険信号として赤く点滅する。
- デザインは、ロッソ・ブル・グリージョのイメージカラーをそれぞれ取り入れており、金銀でまとめられたルーブとの差別化を図っている[49][34]。検討案では全身に3体のカラーが散りばめられていたが、決定稿では腕部と胸部アーマーのみとなった[33]。頭部にカラフルな意匠を集中させて、ボディはロッソとブルの赤と青のみを残してまとめている[33]。またルーブとの対比としてルーブコウリンのデザインを背中に配置している[49][33][34]。
- グルーブはキャラクタースーツも存在するが、劇中のグルーブはフル3DCGで表現された[50][44][34]。撮影では合成用のグリーンマンが演技しているものと、対する怪獣やウルトラマンが単独で演技しているものの2パターンが撮られ、使いやすい方にCGを当てはめている[50]。ビルに激突するシーンでは、グリーンの丸太棒を代替としている[50]。

### 武器
ルーブスラッガー
第3話より登場。ロッソとブルの頭部の突起部に仕込まれている大小二振りの剣。斬撃や突きなどのルーブスラッガーアタックの他にも、光線や光刃を発生させることが可能で、ルーブクリスタルをセットすることで強力な技を発動する。
ルーブスラッガーロッソ
ロッソの長短2本型のルーブスラッガー。刀身の色は赤。分割して両手に把持し、2刀流として用いる。長剣型の右手は順手、短剣型の左手は逆手で持つスタイルを基本とする。クリスタルは右手用の長剣にセットする。
ルーブスラッガーブル
ブルの長剣型のルーブスラッガー。刀身の色は青。連結して一振りの片手剣として用いる。クリスタルはグリップ中央部にセットする。

ルーブコウリン
第15話より登場。ルーブの胸部より出現する万能武器。6枚の円刃を展開して丸のこのように使用できるほか、盾としても使える。カツミが使う際はルーブコウリンロッソ、イサミが使う際はルーブコウリンブルとなる。

### 技

#### ロッソ
フレイム
フレイムスフィアシュート
十字に組んだ腕から炎のエネルギーを集約した破壊光弾を発射する。
ストライクスフィア
爆裂光弾をオーバースローの要領で発射する。
フレイムダーツ
火球弾を手先からピンポイントに放つ。連射も可能。
フレイムミラーウォール
敵の光線を受け止めて跳ね返す光のバリアを体の前面に展開する。
ロッソフレイムパンチ
ロッソフレイムキック
かかと落としを高空から放つフレイムアックスキックなどのバリエーションがある。
ロッソフレイムチョップ
ロッソフレイムタックル

アクア
スプラッシュ・ボム
水の力を秘めた破壊光弾を下手投げサブマリン投法の要領で投げつける。ただし、劇中で破壊光弾として使用されたことは一度もなく、命中した相手の動きを封じる目的で使用されていた。
ストライクスフィア
水球弾を腕から放つ。爆裂弾として放つほか、着弾後、相手を包み込むように展開し爆発する場合もある。
アクアミラーウォール
自分の前方に水のエネルギーで円形状の防護壁を展開し、相手の攻撃を反射する。
ジャイアントスフィア
巨大な水球で相手を包み、攻撃や動きを封じる。
ロッソアクアパンチ
ロッソアクアキック
ロッソアクアチョップ
ロッソアクアタックル

ウインド
ハリケーンバレット
風を圧縮させ光球弾を作り、竜巻状の破壊エネルギーを発生させつつ超高速で相手にトルネード投法の要領で投げつけて敵を斬る。
ストームフリッカー
両手に断続的に発生させた小型竜巻をジャブの要領で打ちこみ、敵の攻撃を風圧で跳ね返す。
ロッソサイクロン
エネルギーによる竜巻を発生させ、トルネード投法の要領で相手に投げつけて敵を吹き飛ばす。
ウインディバルーン
風のエネルギーによるエネルギー球を発生させ、対象物を包み込み、外部からの衝撃や攻撃から保護する。
ストライクスフィア
風のエネルギーによる光弾をオーバースローの要領で放つ。
ロッソウインドパンチ
ロッソウインドキック
ロッソウインドチョップ
ロッソウインドタックル

グランド
グランドエクスプロージュン
上空に土のエネルギーを凝縮して巨大な岩の塊を作り上げて相手に投げつける。
グラビティホールド
重力エネルギーを大地に叩きこむことで、重力をコントロールして相手を拘束する。
- 第9話の脚本を担当した小林弘利は、重力も大地の力と解釈しこの技を追加した。

グランドコーティング
弾丸状にした土のエネルギーをマサカリ投法の要領で投げ込み、相手を岩で包んで拘束する。
グランドジェット
地面に土のエネルギーを一気に叩き込んで解放し、土石流を発生させ、奔流を敵に巻き込ませる。
ストライクスフィア
土のエネルギーによる爆裂光弾をオーバースローの要領で放つ。
グラインドロックス
細かく砕いた土を空中に噴き上げ、怪獣の目を眩ませて攻撃を妨害する。
ロッソグランドパンチ
ロッソグランドキック
ロッソグランドチョップ
ロッソグランドタックル

ルーブスラッガーロッソ使用技
ゼロツインスライサー
ルーブスラッガーロッソにゼロクリスタルをセットして発動。刀身から形態の属性を宿した赤い破壊光刃を飛ばす。
グラインドロックス
グランドで使用。ルーブスラッガーロッソを地面に突き刺し細かく粉砕した土を吹き上げ、目晦ましに使用する。
ザナディウムソニック
ルーブスラッガーロッソにエックスクリスタルをセットして発動。X字型の光刃を飛ばす。
クロススパークシュート
ルーブスラッガーロッソにギンガクリスタルをセットして発動。刀身から水のエネルギーによる破壊光刃を発射する。
ダブルエメリウムエッジ
ルーブスラッガーロッソにセブンクリスタルをセットして発動。アイスラッガー型の破壊光刃を放つ。
ツインストリウムスラッシャー
ルーブスラッガーロッソにタロウクリスタルをセットして発動。炎のエネルギーによる破壊光刃を放つ。
エアロダブルスライサー
ルーブスラッガーロッソにティガクリスタルをセットして発動。風の光刃を放つ。
ビクトリウムクロス
ルーブスラッガーロッソにビクトリークリスタルをセットして発動。V字に敵を斬る。

#### ブル
アクア
アクアストリューム
水のパワーを両腕に集中させ、腕をL字に組み、水のパワーを宿したエネルギーを放つ。高い貫通力を持つ。
アクアジェットブラスト
掌から水流を発射する。威力を調節することも可能。冷却や消火、切断にも使用。
バリア（正式名称不明）
水の力による壁を作り出し、攻撃を跳ね返す。
ブルアクアパンチ
ブルアクアキック
地上をスライドしながら敵の足元を狙うブルアクアスライドキックや高い命中力を持つブルアクアジャンプキックなどのバリエーションがある。
ブルアクアチョップ
ブルアクアタックル

フレイム
フレイムエクリクス
大きく両腕を回してエネルギーを集束し、両腕を前に突き出して両手の先から炎の超高熱破壊光線を発射する。
パイロアタック
両掌から火炎状の破壊光線を放つ。連射も可能。
フレイムバーン
両掌からそれぞれ超高熱火炎を発射する。
ブルフレイムパンチ
ブルフレイムキック
ブルフレイムチョップ
ブルフレイムタックル

ウインド
ストームシューティング
胸の前に発生させた竜巻を破壊光線に変えて撃ちだす。
ストームフォース
両腕に風のエネルギーを集束して竜巻を発生させ、相手を拘束する。
ストームプレッシャー
膨大なパワーによる爆風で敵を包み、その風圧で敵の動きを封じる。
スパイラルソニック
敵の周囲を高速回転して大竜巻を発生させる。第7話でグルジオボーンの火炎攻撃を防いだ。
ウインドリフレクトウォール
風のエネルギーで防御バリアを作り出す。第17話でダダの縮小光線を防御した。
ブルウインドパンチ
ブルウインドキック
ブルウインドチョップ
アクア以上のスピードを持つ。
ブルウインドタックル

グランド
アースブリンガー
エネルギーを大地に両腕で叩きこんで地面を走らせることで、大地から破壊エネルギーを噴出させ、上空にいる敵をも捕らえる。
ロックブラスター
打ち合わせた両掌から土エネルギーによる金色の破壊光線を放つ。
ブルグランドパンチ
ブルグランドキック
ブルグランドチョップ
ブルグランドタックル

ルーブスラッガーブル使用技
ワイドショットスラッガー
ルーブスラッガーブルにセブンクリスタルをセットして発動。刀身から形態の属性をまとったアイスラッガー状の破壊光刃を飛ばす。
スパークアタッカー
ルーブスラッガーブルにエックスクリスタルをセットして発動。刀身に緑色の電撃をまとわせて相手を斬りつける。
ブリンガーフラッシュ
ルーブスラッガーブルにティガクリスタルをセットして発動。複数のX字型の強力光刃を、風や形態の属性とともに飛ばす。
- 第9話監督の辻󠄀本貴則は、『ウルトラマンA』のバーチカルギロチンをイメージしたと述べている。

グラビティスラッシャー
ルーブスラッガーブルにビクトリークリスタルをセットして発動。刀身でV字を描いて出現させた破壊光刃を相手に飛ばす。
サンドストーム
ウインドで使用。竜巻を瞬間的に作り出し、ロッソグランドがグラインドロックスで巻き上げた砂煙を巻き上げ噴煙を起こして、目晦ましさせる。
ダイナマイトスラッシュ
ルーブスラッガーブルにタロウクリスタルをセットして発動。刀身から高熱光線を発射する。
ギャラクシーセイバー
ルーブスラッガーブルにギンガクリスタルをセットして発動。水のエネルギーによる破壊光刃を放つ。
スパイラルスラッガー
ルーブスラッガーブルにゼロクリスタルをセットして発動。回転する破壊光刃で敵を斬る。

#### ルーブ
ニュージェネレーションバリア
ニュージェネレーションヒーローズクリスタルをルーブジャイロにセットし、ルーブジャイロのグリップを3回引くことで発動。5大ウルトラマンの幻影が放つ光線状のエネルギーで相手の攻撃を押し返す。
ルーブボルテックバスター
カツミが「高まれ、究極の力！」のコールと共にキワミクリスタルをルーブコウリンロッソにセットし、ルーブコウリンの後部スイッチを押すことで発動。ルーブコウリンから7色の破壊エネルギーを発射する。
シン・ボルテックバスター
マコトクリスタルをルーブコウリンにセットして発動。威力はルーブボルテックバスターの10倍。
ルーブコウリンショット
イサミが「高まれ、究極の力！」のコールと共にキワミクリスタルをルーブコウリンブルにセットし、持ち手のトリガーを引くことで発動。ルーブコウリンから7色の光の回転カッターを発射する。
ルービウム光線
両腕にエネルギーを集中させ、十字に組んだ腕から黄金の破壊光線を放つ。
コウリンプロテクション
光の盾を作り出して、敵の攻撃を防御するほか、攻撃エネルギーを吸収して弾き返すことも可能。
ルーブパンチ
ルーブキック
ルーブチョップ
ルーブタックル

#### グリージョ
グリージョ・バーリア
光の防御幕を展開する。強度はロッソやブルの5倍。
グリージョチアチャージ
エネルギーをチャージして能力や戦闘力を回復させる特殊な光線。
- グリージョとアサヒの同一性の表現として、アサヒが飴をあげる描写をモチーフとしている。

グリージョショット
グリージョの唯一の破壊光線。
グリージョパンチ
グリージョキック
グリージョチョップ
グリージョタックル
グリージョキュアバースト
『ウルトラギャラクシーファイト ニュージェネレーションヒーローズ』で使用。全身から放つ波動で、ウルトラダークキラーを吹き飛ばした。

#### グルーブ
グルービング光線
体内の全エネルギーを結集して腕から放つ光線。怪獣に囚われた人間をも救う力を秘めている。
デルタブレストランサー
胸部にあるクリスタル・ブレストシャイナーから3本の光線を放つ。
グルーブボルテックバスター
マコトクリスタルを装填したルーブコウリンから螺旋状に渦を巻くように3本の破壊光線を放つ。威力はルーブボルテックバスターの2倍。
グルーブコウリンショット
3つの巨大なビームカッターを放ち、連続で敵を切り裂く。
グルーブパンチ
グルービングスマッシュ
全パワーを込めたパンチを放つ。威力はグルーブパンチの3倍。
グルーブキック
グルービングインパクト
急降下して蹴力を重力で強化したキックを放つ。威力はグルーブキックの3倍。
グルーブチョップ
グルーブタックル
グルーブスロウ
グルーブリフレクト
光のバリアを展開する。

#### 合体技
フレイムアクア・ハイブリッドシュート（シュート&ストリューム）
フレイムスフィアシュートとアクアストリュームを途中で収束させて放つ合体光線。単体光線の3倍の破壊力を持つ。
ギガロニックランドリー
敵をスパイラルソニックで発生させた竜巻に巻き込み、ジャイアントスフィアで大量の水を流し込む技。敵を洗濯機での洗濯物を撹拌させるように回転させ、平衡感覚を失わせる。
ファイヤートルネード
ロッソサイクロンとパイロアタックを合わせて生み出した炎の竜巻で相手を攻撃する。
ストロングブリザード
ハリケーンバレットとアクアジェットブラストを合わせて吹雪を発生させる技。
ツインジャイアントスウィング
ロッソとブルが怪獣の尻尾を掴み、ジャイアントスウィングを決めて投げ飛ばす。
ツインストライクキック
同時にストレートキックを決める技。単体でのキックの数倍の破壊力を持つ。
ツインドロップキック
同時にドロップキックを決める技。単体でのキックの5倍の破壊力を持つ。
ツインブレーンバスター
ブレーンバスターを決めて地面に叩きつける技。
ツインブレイクボンバー
飛行しながら同時にスピードを乗せたパンチを打ち込む。単体でのパンチの3倍の破壊力を持つ。
ダブルパンチ
双方からパワーとスピードを秘めたパンチを同時に放つ。
エルボー&パンチ
ロッソがエルボーを決めた後に、ブルがパンチを放つ。
ルーブスラッガーアタック
怪獣にルーブスラッガーで突きや斬撃を浴びせる技。
クロススラッガー
すれ違いざまにルーブスラッガーで相手を切り裂く。
スラッガーコネクション
ブルが放った光刃を、ルーブスラッガーで受け止めたロッソが合体光刃として撃ち出す技。
トリプルオリジウム光線
R/BモードのオーブリングNEOをルーブジャイロにセットし、ルーブジャイロのグリップを3回引くことで発動。2人の後ろに現れた巨大なオーブオリジンの幻影と共に巨大な集束光線を発射する。
ウインドグランドハイブリットシュート
『ウルトラギャラクシーファイト ニュージェネレーションヒーローズ』で使用。ストームフリッカーとアースブリンガーを同時に放つ。

### スペック
| 名称                        | 身長 | 体重     | 最大飛行速度 | 最大走力 （陸上） | 最大ジャンプ力 （陸上） | 水中潜行速度 | 地中潜行速度 | 腕力 （パワー） | 握力     | 出典     |
| --------------------------- | ---- | -------- | ------------ | ----------------- | ----------------------- | ------------ | ------------ | --------------- | -------- | -------- |
| ウルトラマンロッソ フレイム | 52 m | 4万5千 t | マッハ7      | マッハ1.6         | 720 m                   | マッハ1      | マッハ0.7    | 8万 t           | 4万5千 t | [40][32] |
| ウルトラマンロッソ アクア   | 52 m | 4万5千 t | マッハ5.5    | マッハ0.9         | 680 m                   | マッハ0.8    | マッハ0.5    | 7万7千 t        | 4万4千 t | [40][32] |
| ウルトラマンロッソ ウインド | 52 m | 4万5千 t | マッハ7.5    | マッハ1.8         | 700 m                   | マッハ1      | マッハ0.6    | 7万8千 t        | 4万7千 t | [40][32] |
| ウルトラマンロッソ グランド | 52 m | 4万5千 t | マッハ6.9    | マッハ1.4         | 700 m                   | マッハ0.8    | マッハ1      | 8万5千 t        | 4万7千 t | [40][32] |
| ウルトラマンブル アクア     | 51 m | 4万3千 t | マッハ7.1    | マッハ1.8         | 720 m                   | マッハ1.2    | マッハ0.7    | 8万 t           | 4万4千 t | [40][32] |
| ウルトラマンブル フレイム   | 51 m | 4万3千 t | マッハ5.4    | マッハ0.85        | 680 m                   | マッハ0.6    | マッハ0.7    | 7万8千 t        | 4万4千 t | [40][32] |
| ウルトラマンブル ウインド   | 51 m | 4万3千 t | マッハ7.6    | マッハ1.8         | 710 m                   | マッハ0.6    | マッハ1      | 7万8千 t        | 4万4千 t | [40][32] |
| ウルトラマンブル グランド   | 51 m | 4万3千 t | マッハ6.7    | マッハ1.5         | 680 m                   | マッハ0.9    | マッハ0.6    | 8万5千 t        | 4万7千 t | [40][32] |
| ウルトラマンルーブ          | 53 m | 4万6千 t | マッハ8.6    | マッハ2.5         | 820 m                   | マッハ1.8    | マッハ1.6    | 9万 t           | 5万 t    | [22][32] |
| ウルトラウーマングリージョ  | 43 m | 3万 t    | マッハ5      | マッハ1           | 600 m                   | 700ノット    | マッハ1      | 7万 t           | 3万5千 t | [45]     |
| ウルトラマングルーブ        | 53 m | 4万7千 t | マッハ10     | マッハ6           | 1,300 m                 | マッハ5      | マッハ4      | 13万5千 t       | 9万9千 t | [45]     |

## 登場怪獣・宇宙人

### 本作品の新怪獣・宇宙人
火炎骨獣 グルジオボーン
第1話、第7話、第20話に登場。綾香市の伝承に登場する物の怪「グルジオ様」が住むとされる綾香山から出現した怪獣。尻尾ボーンテイルによる打撃攻撃や張り手攻撃ボーンスラップなどの怪力を活かした攻撃を得意とし、体内に宿した炎のエネルギーによって、口からは100万度の超高熱火炎ボーンブレスターを放つ。
第1話ではロッソとブルの初戦闘の相手として対戦。力の使い方が分からずコンビネーションも完成していない2人を圧倒するが、2人がクリスタルチェンジやウルトラマンの力に慣れていくに従って形勢が逆転。最期はフレイムスフィアシュートとアクアストリュームによって撃破され、クリスタルに戻った。
第7話では愛染が変身する形で出現。カオルを殺しかけたことで変身できなくなったイサミの分まで奮闘するロッソを追い詰めるが、恐怖心を克服したイサミがブルに変身したことで形成が逆転。ロッソアクアとブルウインドのコンビネーションでボーンブレスターを封じ込められ、最後は2人のフレイムアクアハイブリッドシュートを食らって撃破される。
第20話では、1,300年前にサキが変身した姿とされ、兄たちが変身したロッソ、ブルとともにルーゴサイトに立ち向かい、その末に地球に落下したことが語られる。
- デザインイメージは「かっこいいシーボーズ」で、スーツを強化形態に改造することが既に決まっていたため、骨格の上にパーツを加えることを想定していた。配色も当初は白を想定していたが、現場でのメンテナンスが大変になるため、第1話に登場することも考慮し派手な色となった。赤はウルトラマンロッソ フレイムと重複するが、色味や質感で差別化している。
- 第7話で変身を待っている描写は、第8話で愛染が語る「変身途中を攻撃するのはルール違反」を自身で律儀に守っているという想定である。

爆撃骨獣 グルジオキング
第14・15話に登場。グルジオボーンの強化形態。グルジオボーンと比べて全身がより鋭角になり、体内機構や体の皮膚強度が飛躍的に向上している。攻撃手段は手から逆放電させたエネルギーを敵に放つボーンショッキング、口から放つ火炎ネオボーンブレスター、背部の大砲グルジオバレルから放つ破壊光線ギガキングキャノン。
愛染がサキから借りたグルジオボーンクリスタル・グルジオキングクリスタルとルーブジャイロ（美剣サキ仕様）を使用して変身。戦闘前に喧嘩をしてコンビネーションがバラバラになったロッソとブルを圧倒し、フレイムアクアハイブリッドシュートやトリプルオリジウム光線も打ち破り完勝を収める。その後、アイゼンテックの対怪獣拘束システムによって拘束されるが、サキの指示で拘束を解除され、破壊活動を再開。ロッソやブルと再戦して再び追い詰めるが、キワミクリスタルの力で誕生したルーブには手も足も出ず、最後はルーブボルテックバスターを食らい撃破される。
- スーツはグルジオボーンの改造で、パーツ換装と再塗装で再現されている。グルジオボーンとは異なる印象を持たせるため、全身のカラーリングを変更し、新規で足の爪や腕部を描き加え、新規パーツは分かりやすくグレーで統一している。市野からのオーダーで巨大な大砲を背中に背負わせている。

超鎧装獣 グルジオレギーナ
第23・24話に登場。グルジオボーンの最終進化形態。全身が超金属並みの強度の生体鎧装に覆われており、ウルトラマンたちの攻撃にもびくともしない防御力を獲得している。攻撃手段は体内に蓄えたエネルギーを手から放電するレギーナボルテジオのほか、胴体に備えた3連の生体砲塔から放つ破壊光線エルガトリオキャノンや高エネルギーを砲撃するエルガトリオランチア、頭部の角レギーノコルノで相手を貫くコルノアサルト、敵めがけて巨体で突進して体当たりするレギーナコルサ。
サキがクリスタル化したルーゴサイトごと自爆するために変身。サキを止めようとするロッソとブルの足止めはおろか、ルーブのルーブボルテックバスターをも受けきり、変身解除にまで追い込む。しかし、直後にルーゴサイトが実体化しようとエネルギーを放出したことで、サキの姿に戻る。
劇場版では、アサヒがルーブジャイロ（美剣サキ仕様）を使用して変身。変身時のコールは、「星まで届け！乙女のハッピー！」。
- スーツは新規に造形された。それまで絡まっていた尻尾がほどけたという解釈で二股になっている。サキが変身するが、特に女性的なイメージは考えておらずグルジオシリーズの延長線上となっている。

猛禽怪獣 グエバッサー
第5話に登場。愛染によってティガクリスタルを入手するために怪獣クリスタルから召喚されて出現。羽毛が白く、バサバッサーという強力な風速90mの強風を巻き起こすほか、上空で旋回し、黒雲と共に竜巻バッサバサストームを起こすほか、大きく振った翼からミサイルのように羽を連射するバサフェザーシュートなどが攻撃手段。
出現時にバサバッサーでビルを吹き飛ばし街に被害を与え、現れたロッソやブルと交戦。2人のウルトラマンを相手に善戦するも、ティガクリスタルを入手したブルがウインド形態となると竜巻をブルが起こした逆回転竜巻で相殺され、最後はロッソのゼロツインスライサーとブルのストームシューティングを同時に食らい撃破される。
- 第5話の監督を担当した田口清隆は、個人的な解釈として『ウルトラマンオーブ』に登場した風ノ魔王獣 マガバッサーの野生体と想定している。
- 体色はトキがイメージされている。デザイン画はなく、マガバッサーの写真を加工している。頭部のマガクリスタルを角に置き換え、本来はこうであろうという形に戻している。

ウルトラマンオーブダーク
第8話より登場。愛染がオーブリングNEOを用いて変身する。愛染は「ウルトラマンオーブダーク ノワールブラックシュバルツ」を自称し、「オーブダーク」と省略されることを嫌う。外観はウルトラマンオーブ オーブオリジンと変わらないが、体表の赤い部分が黒く、眼や額のクリスタル、カラータイマーの発光色が赤いなどの違いがある。変身する際のコールは「絆の力、お借りします！」、登場時の口上は「銀河の光が我も呼ぶ！」。戦闘では炎・氷・岩・嵐の4つの属性を宿した専用武器オーブダークカリバーを用いる。
初変身した際は、カツミとイサミのウルトラマンとしての姿勢を糾弾しながら2人を圧倒し、完勝を収める。その後はヒーローとしての知名度を獲得するために人助け活動を行うが、それがマッチポンプであることを看過し、怒った湊兄弟と再戦。助けを求める人々を救うために戦うというウルトラマンとしての使命感に目覚めた2人を前に劣勢となり、ロッソグランドのグラビティホールドで拘束されたところをブルフレイムのブリンガーフラッシュで攻撃され、撃破される。
その後、ホロボロスに敗北した2人からオーブリングNEOを取り戻した愛染が再び変身し、自ら召喚したホロボロスをダークオリジウム光線で撃破。続いて自ら召喚したベゼルブとの戦いを演出するが、ロッソとブルに乱入され、ベゼルブを先に撃破される。これに怒りロッソとブルを攻撃するが、突如出現したホロボロスのホロボロクローに貫かれて変身解除した。
- 「悪のウルトラマン」になったチェレーザに憑依された愛染マコトがヒーローを説くことで、本作品が「メタウルトラマン」という構造を持つこととなった。
- デザインはウルトラマンオーブ・オリジン・ザ・ファーストの色違いである。腕部・脚部・腹部に走るラインの縁には細く別の色を入れることで、オーブらしさを保っている。

技
ダークオリジウム光線
オーブリングNEOをAZジャイロにセットし、AZジャイロのグリップを3回引くことで発動。腕を十字に組んで紫色の光線を放つ。
発射時には愛染のトレードマークであるハートマークのエフェクトが現れる。
ダークストビュームダイナマイト
オーブリングNEOのボタンを押して発動。全身に炎のエネルギーをまとって相手に体当たりして大爆発を起こす。
カリバースラッシャー
オーブダークカリバーの刀身から、光輪を放つ。
オーブダークロックカリバー
オーブダークカリバーの岩の紋章を選択して発動。カリバーを地面に突き立て、その衝撃で生じた岩石を飛ばす。
オーブダークインフェルノカリバー
オーブダークカリバーの炎の紋章を選択して発動。高熱を秘めたO状の劫火状のエネルギーを飛ばして攻撃する。
オーブダークアイスカリバー
オーブダークカリバーの氷の紋章を選択して発動。氷塊を生み出して地面を滑らせ、敵にぶつけて攻撃する。
オーブダークタイフーンカリバー
オーブダークエクセレントカリバー
ダークスペリオン光線
ダークゼットシウム光線

豪烈暴獣 ホロボロス
第10 - 12話、第21・22話に登場。愛染によって怪獣クリスタルから召喚され出現する。白い鬣が特徴のライオンのような怪獣で、両手の爪ホロボロクローによるエネルギーのラッシュ攻撃メガンテクラッシャーを得意技とする。
オーブダークの引き立て役としてボディが弱体化するように事前に仕掛けをした上で召喚され、市街地でロッソやブルと戦い、2人の全ての技を耐え抜き勝利。オーブリングNEOを取り戻した愛染が変身したオーブダークと戦い、オーブダークが流したエネルギーによって活動を停止したところをダークオリジウム光線で撃破され、クリスタルに戻る。
その後、クリスタルを回収したサキによって召喚され、瞳が赤く染まった本来の姿である二足歩行の体型へと変化。その場にいたオーブダーク、ロッソ、ブルを瞬く間に撃破する。翌日、サキによって再び召喚された際はロッソグランドとブルフレイムの作戦を跳ね除け圧倒するが、2人がアサヒからオーブリングNEOを受け取ったことで形勢が逆転し、最後はトリプルオリジウム光線によって撃破される。
第21話では、サキがカツミとイサミを抹殺するために変身。二足歩行形態でロッソとブルを追い詰めるが、アサヒを守るためにカツミとイサミがルーブに変身したことで形成が逆転。ルーブボルテックバスターで倒されかけるが、アサヒの願いをくみ取ったカツミとイサミの判断で撃破を免れ、美剣の姿に戻る。
第22話では再びサキが変身し、異次元より出現したカミソリデマーガに立ち向かうも軽くあしらわれる。その後翌日再び出現したカミソリデマーガに奇襲をしかけるも手も足も出ず撃破され、サキの姿に戻る。
- デザインを担当した後藤正行は、『劇場版 ウルトラマンジード つなぐぜ! 願い!!』に登場するグクルシーサーに続く四足歩行怪獣への挑戦としており、四足歩行形態では手の延長パーツを装着することでアクションに対応している。哺乳類のような野獣がイメージで、哺乳類を感じさせるために首周りの毛を描いており、首周りを布地にして毛で覆うことで首の動かしやすさを向上させている。

『ウルトラマンZ』に登場するホロボロス
『ウルトラマンZ』第16話「獅子の声」に登場。太平風土記にもその記録がある、333年周期で目覚めて暴れるといわれる怪獣。武器は鋭いツメホロボロクローと上半身から放電するギガンテサンダー。
古代の楽器である化石からユカが再生した音色潮騒のさざめきによって諫められるが、カブラギシンヤ（セレブロ）によってギャラクトロンMK2メダルとギルバリスの怪獣メダルによってホロボロスに強化させられる。
- スーツアクター：高橋舜
- 『R/B』に登場したホロボロスがバックボーンがなかったことから、監督の田口の要望から掘り下げた設定を作るものとなった。
- 当初はギャラクトロンの首を上げた四足形態の状態のものを出す予定であったが、首をいじる改造は難しいということから、怪獣倉庫にあったホロボロスを出すこととなった。

寄生破滅獣 メツボロス
『ウルトラマンZ』第16話「獅子の声」に登場。ホロボロスがカブラギシンヤの製造したギャラクトロンMK2メダルとギルバリスメダルの力で強化された怪獣。エネルギーを眼前で集中させ、口中から放つ破壊光線荷電粒子砲と機械の爪が武器。
ホロボロス以上に狂暴化したが、メツボロス自身は強制的に強化されたことから苦しんでいたため、ユカの「楽にしてあげて」という願いを受けたウルトラマンゼット デルタライズクローのデスシウムスラッシュで倒される。
- テレスドンがメダル1枚で強化したことから、メダル2枚で強化するものとなった。
- ホロボロスにギャラクトロンMK2のアイシールドを被せ、ギルバリスのツメを腕に差し替えている。

超弩級怪獣 グランドキングメガロス

次元凶獣 カミソリデマーガ
第22話に登場。異次元空間を棲みかとし、過去にウルトラマンエックスと戦ったデマーガの変異種と思われる怪獣で、身体の各所にある鋭利な突起レザーエッジを武器とするほか、頭部の発光器官からの破壊光線デマーガバリオン、組んだ腕から発射するX字型の破壊エネルギー弾カミソリグラインダー、尻尾による放電デマーガディスチャージ、背中にある翼状の凶器から放つ斬撃エネルギーエッジスクラッチャーを得意技とする。
- 元々はウルトラマンフェスティバル2018のステージ用怪獣として創作された。背中に背負った翼状の巨大な刃は舞台映えを意図したものである。イベント稼働することから、口は開閉しない仕様だが、それを逆手に取って拘束具を下顎に付けている。

コスモイーター ルーゴサイト
第23話から第25話に登場。宇宙の白血球とされる存在が機能障害により無害な星々をも滅ぼすように変化した怪獣。本来はガス状の生命体だがクリスタル化し、ルーブジャイロ（美剣サキ仕様）を自力で操作し、実体化した影響で龍のような姿の怪獣態を得る。手の甲から伸ばす触手ルーゴテンタクル、尻尾から放つトゲゲネシスレイン、波動エネルギーによって空間を捻じ曲げ防御バリアを張るゲネシスシール、あらゆる物体を原子崩壊させる光線ゲネシスレクイエム、ゲネシスダージやスティンガーニードルを得意技とする。
超全集収録の小説『蒼い瞳の少女は灰色と名乗った』や『ウルトラマンタイガ超全集』収録の小説『トレギア物語/青い影』では、暴走はウルトラマントレギアに遺伝子操作されたことが原因としている。
- デザインイメージはファンタジー系のRPGに登場するようなドラゴンで、恐怖と美が同居しているかのような印象にしている。直接格闘はしないとの想定から、巨大な翼やスカート状の部位などが取り入れられ、体の各所から触手が伸びるという設定となった。

『ウルトラギャラクシーファイト 大いなる陰謀』に登場するルーゴサイト
Chapter.1に登場。惑星フィードを訪れた討伐隊のウルトラマン80、ウルトラマンネオス、ウルトラセブン21と交戦する。後にウルトラマンコスモスとウルトラマンジャスティスも加勢する。

## 登場アイテム・劇中用語
ルーブジャイロ
本作品のキーアイテム。サキによると彼女の兄たちが使っていたものとされ、15年前にアイゼンテックが発掘し、ミオを中心に研究が行われていた。サキの目的を知ったミオと共に異次元に飛ばされるが、グルジオボーンの攻撃に巻き込まれた湊兄弟の危機を察知すると次元を超えて2人の前に出現し、以後彼らの変身アイテムとして使用される。中央にクリスタルを装填し、両端のグリップを引くことで、クリスタル内のエレメントを解放することができる。湊兄弟はルーブジャイロに触れている時、互いのビジョンを見ることができる。
AZジャイロ
愛染が使用するアイテム。ルーブジャイロをもとに愛染が複製したものであり、見た目や性能はオリジナルのルーブジャイロと同一。グビラを召喚した後に故障し、使用不能となる。
ルーブジャイロ（美剣サキ仕様）
美剣サキが所有するルーブジャイロ。サキは本物と呼んでおり、外観はカラーリングが異なる以外はルーブジャイロと同一。オリジナルとは違い、怪獣に変身する。
ルーブクリスタル
エレメントの力を宿したメダル型のアイテム。あやか村一帯に墜落した衝撃で飛び散った3体の巨大生物の欠片とされる。エレメントに応じたウルトラマン・怪獣の絵が描かれておりその下にそのクリスタルの特性を表す漢字一文字が書かれているのが特徴。6属性のエレメントのウルトラマンのクリスタルはルーブジャイロ、その他のウルトラマンのクリスタルはルーブスラッガーに装填する。後側に3本の角があり、ロッソが使う際は左右の角を2本、ブルが使う際は真中の角を1本展開する。キワミクリスタルとマコトクリスタルは例外的に、3本の角全てを展開して使用する。
| 名称                                        | エレメント対応文字 | 備考 |
| ------------------------------------------- | ------------------ | --- |
| タロウクリスタル                            | 火                 | 湊兄弟がルーブジャイロと共に入手。 |
| ギンガクリスタル                            | 水                 | 湊兄弟がルーブジャイロと共に入手。 |
| セブンクリスタル                            | 刃                 | カツミが熊城松雄から譲り受ける形で入手。 |
| ゼロクリスタル                              | 烈                 | カツミが熊城松雄から譲り受ける形で入手。 |
| エックスクリスタル                          | 雷                 | カツミが熊城松雄から譲り受ける形で入手。 |
| ティガクリスタル                            | 風                 | 笛鳴山から発掘する形で、イサミがグエバッサーとの戦闘中に入手。 |
| オーブオリジンクリスタル                    | 剣                 | - 愛染が他の怪獣クリスタルとともに所有。 - 愛染が拉致した市民の生体エネルギーと怪獣クリスタルの力によって腐食が取り除かれて使用可能となる。                               |
| ビクトリークリスタル                        | 土                 | 湊兄弟が特訓の最中に山中にて入手。 |
| ウルトラマンクリスタル                      | 光                 | - 美剣サキから湊アサヒを経由して湊兄弟の手に渡る。 - 他のクリスタル以上の力を持つ。                                                                                       |
| ベリアルクリスタル                          | 闇                 | - 美剣サキから湊アサヒを経由して湊兄弟の手に渡る。 - 他のクリスタル以上の力を持つ。                                                                                       |
| キワミクリスタル                            | 極                 | ウルトラマンクリスタルとベリアルクリスタルを起動後、タロウクリスタル、ギンガクリスタル、ティガクリスタル、ビクトリークリスタルが呼応し、6個が一体化することで誕生。       |
| ニュージェネレーションヒーローズ クリスタル | 新                 | ギンガからジードまでのニュージェネレーションヒーローズが描かれている。 |
| マコトクリスタル                            | 真                 | - アサヒの真の姿で、ルーブジャイロに角を閉じた状態で装填することで、シン・ボルテックバスターを発動させる。 - 角を展開した状態で装填することで、グルーブへと合体変身する。 |
ルーブクリスタルホルダー
ルーブクリスタルを収納するホルダー。最大で4個のクリスタルを収納することができる。
怪獣クリスタル
怪獣の力を宿したメダル型のアイテム。ジャイロにセットすることで描かれた怪獣への変身や召喚が出来る。
| 名称                       | エレメント対応文字 |
| -------------------------- | ------------------ |
| グルジオボーンクリスタル   | 魔                 |
| ブラックキングクリスタル   | 力                 |
| ガーゴルゴンクリスタル     | 石                 |
| レッドキングクリスタル     | 岩                 |
| グエバッサークリスタル     | 嵐                 |
| メカゴモラクリスタル       | 炎                 |
| タイラントクリスタル       | 氷                 |
| ホロボロスクリスタル       | 獣                 |
| ベゼルブクリスタル         | 毒                 |
| グビラクリスタル           | 角                 |
| グルジオキングクリスタル   | 鋭                 |
| ネロンガクリスタル         | 透                 |
| ダダクリスタル             | 怪                 |
| キングジョークリスタル     | 機                 |
| グランドキングメガロス     | 土                 |
| カミソリデマーガクリスタル | 刀                 |
| グルジオレギーナクリスタル | 撃                 |
| ルーゴサイトクリスタル     | 龍                 |
オーブリングNEO（）
愛染がAZジャイロに角を展開していないオーブオリジンクリスタルをセットしたことで出現したアイテム。愛染がオーブリングを研究したことで作り上げた。青色のスイッチを下にスライドするとオーブダークモードになり、オーブのカラータイマーを模したリング中央部のボタンを押すことで、オーブダークに変身可能となる。青色のスイッチを上にスライドするとR/Bモードとなり、リング中央部のボタンを押すことでオーブの必殺技であるスペリオン光線やゼットシウム光線、ストビュームダイナマイトやオリジウム光線が使用可能となる。
綾香市（）
本作品の舞台となる首都近郊のベッドタウン。妖奇星の落ちた村ということで「あやか村」と呼ばれ、時代を経るにつれて「綾香町」、「綾香市」と表記が変遷している。自然が多く田舎の雰囲気を残すが、アイゼンテックが妖奇星調査のために拠点を移してからは急速に整備が進み、物語開始時は企業城下町の様相を呈している。
妖奇星（）
綾香市の伝承に登場する星。1300年前に綾香市一帯に墜落したとされ、中に潜んでいた魔神偶龍爾王（）は現れる度に人々を恐怖させたと言い伝えられている。愛染の調査では、その正体は1体の怪獣と2体の光の巨人であると推測されている。
クワトロM
湊ウシオがオーナーを務めるセレクトショップ。住所は「東京都綾香市天妙町7丁目32-8」。ウシオが宇宙考古学に没頭する妻ミオを支えるために開店した。以前は「湊洋品店」という屋号だったが、カツミとイサミが生まれたことで、イタリア語で4を意味するクワトロと湊家のイニシャルであるMを合わせて現在の店名に改名された。現在は長男のカツミを従業員として雇い経営を続けている。のちにアサヒが家族に加わったことでロゴのMが1つ増えている。
- アパレルショップという設定は、前作で劇中劇『爆裂戦記ドンシャイン』が実際にグッズ化されたことを受け、玩具展開とは別にグッズ展開を行うため設けられた。

アイゼンテック社（正式名：株式会社アイゼンテック）
愛染マコトが社長として経営する大企業。本社は妖奇星の落ちた地点にある。愛染の父愛染 タダミチ（）が経営していた街の小さな鉄工所だった愛染鉄工（）が前身で、宇宙開発や新エネルギーの研究などの多角的な事業展開で世界中から注目を集めているが、怪獣拘束システムや大型ハドロン衝突型加速器など愛染のみ知る施設や機器が多い。後に美剣サキが乗っ取る形で社長に就任した。

## キャスト

### レギュラー・準レギュラー
登場話数の記載のないキャストは全話登場。
- 湊カツミ - 平田雄也
- 湊イサミ - 小池亮介
- 湊アサヒ - 其原有沙
- 美剣サキ - 木下彩音 (11 - 24)[80]
- 愛染マコト - 深水元基 (1 - 16)
- 湊ミオ - 眞鍋かをり (22 - 25)
- 湊ウシオ - 山崎銀之丞

### ゲスト
- 常連客 - 椿鮒子、松井佳子 (1)
- 幼い頃のカツミ - 藤沢元 (1,6,7,10,15,16)[注釈 3]
- 幼い頃のイサミ - 嶺岸煌桜 (1,6,7,10,15,16)[注釈 3]
- 女性レポーター - 原田もも子 (1,2)、足達美咲 (7,15,22,23[注釈 4])、佐々木もよこ (10,11)
- キワムの母親 - 松菜乃子 (1)
- キワム - 豊田温大 (1)
- カップルの男性 - 松村遼 (1)、反橋宗一郎 (21)
- カップルの女性 - 青井しずか (1)、秋乃ゆに (21)
- カップルの男性客 - 若松螢 (2)
- カップルの女性客 - 夏岡エレナ (2)
- 受付係 - 滝川ひとみ (3)[注釈 5]
- アイゼンテック社員 - 鈴木宏那、村津和也、黒田長政 (3)
- アイゼンテック研究員 - 吉丸雄大 (3)
- 熊城松雄 - 平泉成 (4)[注釈 6]
- 水島 - 高橋麻琴 (4)
- 充 - 仁科貴 (4)
- 真太郎 - 甲川創 (4)
- 愛染の秘書 - 芹澤りな (4)
- 最後の打者 - 袴田健太 (4)
- ホワイトベアーズの選手 - 雨宮文彦、泉礼文、三谷隼司、如月蒼、上瀬康太郎 (4)
- 二宮ユウハ - 須藤叶希 (5)[注釈 7]
- 小牧カオル - 小林由梨 (6,7)[注釈 7]
- 幼い兄弟の友達 - 両角怜慶、木村敢太、石田偉琉 (6)
- 青年社員 - 並木鉄平 (7,8)
- 病院前の男の子 - 川原瑛都 (7)
- 母親 - 本宮なつ (7)
- カメラマン - 斉藤貴彦 (7)
- 女子高生 - ちひろ、紗麗 (7)
- 被験者たち - 西村佳祐、植山浩彦、相馬雄太、竹内伊澄、伊藤慶 (7,8)
- えりな - 白石優愛 (8,9,17)
- ななか - 大出菜々子 (8,9,17)
- レポーター - 松長ゆり子 (9)
- TV画面内の女性 - 日向みお (9)
- 相馬美代子 - 稲垣芽生 (9)
- 幼い頃のアサヒ - 岡田菜々美 (10)[注釈 3]
- インタビューを受ける男性 - 松葉眞 (11)、池田和樹 (15)
- インタビューを受ける女性 - 宮瀬彩加 ( 11)、後藤温子 (15)
- 医師 - 小田貴之 (12)
- 記者A - 宮城由紀乃 (16)
- 記者B - 伊藤浩志 (16)
- 青い車の男性 - 蜂巣和紀 (17)
- 鈴木（メフィラス星人人間態） - 山口岳彦（瞬間メタル） (18)
- 山田（ザラブ星人人間態） - 竹内一希（まんじゅう大帝国） (18)
- 主婦 - 重城サエ (18)
- 大学生 - 池田優人 (18)
- サラリーマン - 柴崎誠、仲井智徳 (18)
- インタビュアー - 塚田佳奈 (18)
- クワトロMの常連客 - 瀬高佳子、岡野元美、畑中亜紀 (18)
- 若い女性客 - 上當佳世子、上西真美 (18)
- 男性アナウンサー - 和田亮太 (20)
- 警備員 - 野原元貴 (20)

### 声の出演
- ダーリン - 湯浅かえで (3 - 12,14 - 16,19 - 25)[81]
- 子供チェレーザ - 大谷美紀 (14)
- ブースカ - 冨永みーな (17)
- ダダ - 外島孝一 (17,18)
- チブル星人 - 石野竜三 (18)
- 番組ナレーション - 金光宣明 (18)
- ピット星人の声 - 寺田晴名 (18)
- バド星人 - 金子はりい (18)
- ナックル星人 - 岸哲生 (18)

### スーツアクター
- ウルトラマンロッソ - 岩田栄慶
- ウルトラマンブル - 岡部暁
- グルジオボーン (1,7,20)、レッドキング (4)、ゴメス (10)、グルジオキング (14,15)、ネロンガ (16)、ダダ (17,18)、グルジオレギーナ(23,24) - 新井宏幸
- ブラックキング (2)、ベゼルブ (11)、グビラ (13,14)、ブースカ (17)、ゴモラ (20) - 横尾和則
- ガーゴルゴン (3)、グエバッサー (5)、ウルトラマンオーブダーク (8 - 12)、メフィラス星人 (18)、ルーゴサイト (23 - 25) - 石川真之介
- メカゴモラ (6) - 桑原義樹
- アリブンタ (8)、キングジョー (19) - 永地悠斗
- ホロボロス (10 - 12,21,22)、バド星人 (18) - 高橋舜
- ピグモン (17) - 丸田聡美
- ザラブ星人 (18) - 矢﨑大貴
- ピット星人 (18) - 安達仁美
- グランドキングメガロス (20,21)、カミソリデマーガ (22) - 梶川賢司

## スタッフ
- 監修 - 塚越隆行
- 企画 - 黒澤桂、金木勲（バンダイ）、伍賀一統（バンダイナムコエンターテインメント）、濱田健二（バンダイビジュアル）、春山ゆきお（バンプレスト）
- チーフプロデューサー - 北浦嗣巳
- プロデューサー - 鶴田幸伸、吉野文（テレビ東京）、嵯峨隼人（電通）
- シリーズ構成 - 中野貴雄、武上純希、伊藤公志[7]
- 脚本 - 中野貴雄、武上純希、伊藤公志、柳井祥緒、安達寛高、根元歳三、小林雄次、小林弘利、勝冶京子、足木淳一郎、森江美咲、皐月彩
- 音楽 - 高梨康治
- 音楽プロデューサー - 伊藤裕史（ポニーキャニオン）
- 音楽協力 - テレビ東京ミュージック
- ラインプロデューサー - 村山和之
- 撮影 - 新井毅
- 録音 - 星一郎、藤丸和徳
- 助監督 - 越知靖
- 特撮助監督 - 内田直之
- アクションコーディネイト - 寺井大介
- 操演 - 根岸泉
- VFX・CG - 日本映像クリエイティブ、アンダーグラフ、キュー・テック、TSUBAKI、アクト・デザインズ、オクティグラフィカ、SULTAMEDIA FX
- ミニチュア - マーブリング・ファインアーツ
- 特機 - 宗特機
- 操演 - 亀甲船
- キャラクターデザイン - 後藤正行
- 技術協力 - IMAGICA
- 美術協力 - アートフォー
- 特撮スタジオ - 日活調布撮影所
- 車両協力 - 日産自動車
- 連載協力 - 小学館、講談社
- 監督 - 武居正能、田口清隆、市野龍一、辻󠄀本貴則、伊藤良一、神谷誠
- ウルトラマンR/B製作委員会
- 製作 - 円谷プロダクション、テレビ東京、電通

## 主題歌
主題歌「Hands」
作詞 - 園田健太郎 / 作曲 - 園田健太郎、伊藤翼 / 編曲 - 伊藤翼、園田健太郎 / アーティスト - オーイシマサヨシ
第17話のみ、特別に作られた「ハロウィンバージョン」が放送された。
第25話（最終話）のみオープニングが存在しない。
第11話・第25話では挿入歌として使用された。
エンディングテーマ「夢飛行」
作詞 - しほり / 作曲 - 光増ハジメ / 編曲 - EFFY / アーティスト - 三森すずこ
第1話 - 第15話は1番の歌詞、第16話以降は2番の歌詞が使用された（第17話はオープニングのみ1番）。

## スタッフィング
スタッフの選定は『ウルトラマンジード』（2017年）の仕上げが終了した2017年11月ごろより行われ、『ウルトラマンX』（2015年）以降のニュージェネレーション作品演出に携わってきた武居正能がメイン監督として選ばれた。シリーズ構成と脚本には、ニュージェネレーション作品最多参加となる中野貴雄、『ウルトラセブン誕生35周年“EVOLUTION”5部作』（2002年）以来約17年振りにウルトラシリーズへ復帰する武上純希、「第1回円谷プロダクションクリエイティブアワード 金城哲夫賞」大賞受賞者である伊藤公志の3人が参加する。監修は前年に円谷プロダクション社長に就任した塚越隆行が務める。

## 作風・特徴
本作品ではシリーズ初の試みとして、ウルトラマンに変身する2人の兄弟がダブル主人公に据えられている。この案は、メイン監督の武居やシリーズ構成陣、企画担当の打ち合わせの中で生まれたものであり、主役はあくまで1人だった近年のウルトラシリーズの傾向を踏まえて設定された。この設定に伴い、戦闘シーンではウルトラマンが2人がかりで攻撃する点が卑怯に見えないように、いきなりウルトラマンの力を得てしまった主人公たちが協力しながら成長する姿を見せることが意識されている。
ストーリー面では、前述した「成長するヒーロー」に加えて、子供から大人まで楽しめるホームコメディを描くことが志向されている。これは、家族に対して重いバックボーンがある『ジード』やシリアスな展開が多かった『オーブ』とは逆に、主人公サイドの家族を中心とするコメディテイストのストーリーを描写することで、新しいウルトラマン像を打ち出したいという武居の考えに基づいている。中野の発案で、全体のストーリー構成として、ひとつの家庭にシリーズを通して物語を落とし込み、家庭を徹底的に描いたうえで、家庭と街に大きな秘密があることがわかっていくというものとなった。また、武居は予算やスケジュールの都合から世界観をコンパクトにする必要性があったことも理由に挙げている。円谷プロプロデューサーの鶴田幸伸は、コメディ路線に対し批判的な意見もあったが、現場からは路線変更しない方がいいとの声が挙がり、コミカルな作風で一貫していったと述べている。
当初は、地方都市などにある河童のミイラなどが展示してあるような秘密博物館のようなドライブインにいる兄弟の物語という案で、落ち着いたしっかり者の兄と、やんちゃな科学者の弟という設定だったが、諸事情でTシャツ屋に変更となった。
1クールでは、2人のウルトラマンが能力だけでなく本当の意味でのウルトラマンとしての使命を意識するまでを描くことをテーマとしている。そのため、特に序盤では従来のセオリーからは意図的に外した内容となっており、武居は視聴者の戸惑う反応は狙い通りであったと述べている。
敵側については、純然たる悪役は登場させず、悪意ではなく何らかの目的を持って行動しているものとして描かれている。

## プロモーション
2018年6月7日には東京おもちゃショー2018にて製作発表会が開催され、武居と主要俳優陣が登壇したほか、ロッソとブルら主役ウルトラマン2人と火炎骨獣グルジオボーンによるステージショーが披露された。また、第1話 - 第3話の特別編集版「オレたち、ウルトラマンはじめます！」の上映や音楽関係の発表が行なわれた後、ウルトラマンオーブダークが登壇した。

## 放送日程
- 本編終了後には、ルーブクリスタルに描かれたヒーローや怪獣クリスタルに描かれた怪獣を解説するミニコーナー「ルーブクリスタルナビ」が放送される。
- オープニングのタイトルバックにはその回のメインとなるウルトラマンや怪獣、登場人物がシルエットで登場する。

| 放送回 | 放送日   | サブタイトル             | 主な登場怪獣・宇宙人                                                                     | ルーブクリスタルナビ 紹介キャラクター | 脚本       | 監督     |
| ------ | -------- | ------------------------ | ---------------------------------------------------------------------------------------- | ------------------------------------- | ---------- | -------- |
| 1      | 7月07日  | ウルトラマンはじめました | グルジオボーン                                                                           | ウルトラマンタロウ                    | 中野貴雄   | 武居正能 |
| 2      | 7月14日  | 兄弟の絆                 | ブラックキング                                                                           | ウルトラマンギンガ                    | 武上純希   | 武居正能 |
| 3      | 7月21日  | アイゼンテックへようこそ | ガーゴルゴン                                                                             | グルジオボーン                        | 伊藤公志   | 武居正能 |
| 4      | 7月28日  | 光のウイニングボール     | レッドキング                                                                             | ウルトラマンゼロ                      | 柳井祥緒   | 田口清隆 |
| 5      | 8月04日  | さよならイカロス         | グエバッサー                                                                             | ウルトラマンティガ                    | 安達寛高   | 田口清隆 |
| 6      | 8月11日  | 宿敵！あねご必殺拳       | メカゴモラ                                                                               | ウルトラセブン                        | 根元歳三   | 市野龍一 |
| 7      | 8月18日  | ヒーロー失格             | グルジオボーン                                                                           | ウルトラマンエックス                  | 小林雄次   | 市野龍一 |
| 8      | 8月25日  | 世界中がオレを待っている | - アリブンタ - ウルトラマンオーブダーク                                                  | ウルトラマンオーブ オーブオリジン     | 中野貴雄   | 辻󠄀本貴則 |
| 9      | 9月01日  | ウルトラマンの名のもとに | ウルトラマンオーブダーク                                                                 | ウルトラマンビクトリー                | 小林弘利   | 辻󠄀本貴則 |
| 10     | 9月08日  | 湊家の休日               | - ゴメス（S） - ホロボロス - ウルトラマンオーブダーク                                    | ホロボロス                            | 勝冶京子   | 武居正能 |
| 11     | 9月15日  | アイゼン狂騒曲           | - ホロボロス - ウルトラマンオーブダーク - ベゼルブ                                       | ベゼルブ                              | 伊藤公志   | 武居正能 |
| 12     | 9月22日  | 俺たちの守るべきもの     | - ホロボロス - ウルトラマンオーブダーク                                                  | グエバッサー                          | 武上純希   | 武居正能 |
| 13     | 9月29日  | 秘密はイヤです！         | - 第1話 - 第12話の登場怪獣 - グビラ                                                      | -                                     | 足木淳一郎 | 伊藤良一 |
| 14     | 10月06日 | お前は誰だ               | - グビラ - グルジオキング                                                                | グルジオキング                        | 森江美咲   | 市野龍一 |
| 15     | 10月13日 | まとうは極               | グルジオキング                                                                           | ウルトラマン                          | 中野貴雄   | 市野龍一 |
| 16     | 10月20日 | この瞬間が絆             | ネロンガ                                                                                 | ウルトラマンベリアル                  | 柳井祥緒   | 辻󠄀本貴則 |
| 17     | 10月27日 | みんなが友だち           | - ダダ - ピグモン - ブースカ                                                             | ダダ                                  | 皐月彩     | 辻󠄀本貴則 |
| 18     | 11月03日 | 明日なき世界             | - メフィラス星人 - ザラブ星人 - ピット星人 - バド星人 - ナックル星人 - チブル星人 - ダダ | レッドキング                          | 勝冶京子   | 神谷誠   |
| 19     | 11月10日 | 善人と悪人               | キングジョー                                                                             | キングジョー                          | 武上純希   | 神谷誠   |
| 20     | 11月17日 | 星屑の記憶               | - ゴモラ - グランドキングメガロス                                                        | ゴモラ                                | 小林雄次   | 伊藤良一 |
| 21     | 11月24日 | あめ玉とおまんじゅう     | - グランドキングメガロス - ホロボロス                                                    | グランドキングメガロス                | 根元歳三   | 伊藤良一 |
| 22     | 12月01日 | 異次元かあさん           | - カミソリデマーガ - ホロボロス                                                          | カミソリデマーガ                      | 森江美咲   | 市野龍一 |
| 23     | 12月08日 | 滅びのクリスタル         | - グルジオレギーナ - ルーゴサイト                                                        | グルジオレギーナ                      | 伊藤公志   | 市野龍一 |
| 24     | 12月15日 | 私はハッピー             | - グルジオレギーナ - ルーゴサイト                                                        | -                                     | 武上純希   | 武居正能 |
| 25     | 12月22日 | 朝日のあたる家           | ルーゴサイト                                                                             | -                                     | 中野貴雄   | 武居正能 |

## 放送局
| 放送期間                                         | 放送時間         | 放送局           | 対象地域       | 備考           |
| ------------------------------------------------ | ---------------- | ---------------- | -------------- | -------------- |
| 2018年7月7日 - 12月22日                          | 土曜 9:00 - 9:30 | テレビ東京       | 関東広域圏     | 制作局         |
|                                                  |                  | テレビ北海道     | 北海道         |                |
|                                                  |                  | テレビ愛知       | 愛知県         |                |
|                                                  |                  | テレビ大阪       | 大阪府         |                |
|                                                  |                  | テレビせとうち   | 岡山県・香川県 |                |
|                                                  |                  | TVQ九州放送      | 福岡県         |                |
| 2018年7月15日 - 2019年1月6日                     | 日曜 5:00 - 5:30 | 北日本放送       | 富山県         | 日本テレビ系列 |
| 2018年7月15日 - 12月30日                         | 日曜 5:20 - 5:50 | 広島ホームテレビ | 広島県         | テレビ朝日系列 |
| 2018年7月15日 - 2019年1月13日                    | 日曜 5:30 - 6:00 | 静岡第一テレビ   | 静岡県         | 日本テレビ系列 |
| 2018年7月15日 - 12月30日                         | 日曜 6:15 - 6:45 | テレビユー福島   | 福島県         | TBS系列        |
| 2018年8月3日 - 2019年1月18日                     | 金曜 4:25 - 4:55 | 宮崎放送         | 宮崎県         | TBS系列        |
| 2018年8月19日 - 2019年2月10日                    | 日曜 6:30 - 7:00 | 石川テレビ       | 石川県         | フジテレビ系列 |
| 2018年10月7日 - 2019年3月24日                    | 日曜 6:15 - 6:45 | 琉球放送         | 沖縄県         | TBS系列        |
| 2018年11月25日 - 2019年5月19日                   | 日曜 5:45 - 6:15 | 青森テレビ       | 青森県         | TBS系列        |
| 制作局と同時ネットの放送局は全てテレビ東京系列。 |                  |                  |                |                |

| 配信期間                | 配信時間      | 配信サイト                               | 備考       |
| ----------------------- | ------------- | ---------------------------------------- | ---------- |
| 2018年7月7日 - 12月22日 | 土曜 9:30更新 | あにてれしあたー                         |            |
|                         |               | TVer／ネットもテレ東                     |            |
|                         |               | GYAO!                                    |            |
|                         |               | YouTube Tsuburaya Prod. Official Channel | [ 注釈 8 ] |

## 映画
『劇場版 ウルトラマンR/B セレクト! 絆のクリスタル』は、2019年3月8日公開の映画作品。テレビシリーズの1年後を舞台とした後日談である。
同作品には、湊アサヒが変身するウルトラウーマングリージョ、ロッソ、ブル、グリージョが融合した超進化戦闘形態ウルトラマングルーブ、怪獣を率いる敵役のウルトラマントレギアが新たに登場するほか、前作『ジード』より朝倉リク / ウルトラマンジード役の濱田龍臣が出演する。ウルトラマングルーブはシリーズで初めて全編フルCGで描写された。また、ウルトラマントレギアはウルトラマンベリアルに替わり今後もシリーズに関わっていく宿敵と想定されており、本作品はそのデビュー戦と位置づけられている。
主題歌は『ウルトラマンダイナ』でアスカ・シン役を演じたつるの剛士と、『ウルトラマンサーガ』でタイガ・ノゾム役を演じたDAIGOが担当する。
監督は武居正能、脚本は中野貴雄らテレビシリーズのメインスタッフが引き続き担当するほか、テレビシリーズ第18話・第19話の監督を務めた神谷誠がVFX監督として参加している。
ストーリーはテレビシリーズではあまり掘り下げられていなかったカツミのエピソードを中心としており、テレビシリーズから描かれてきた「家族」というテーマの結末として親元からの巣立ちを描いている。監督の武居は、客演のジードも父子をテーマとしていたため家族テーマにフィットしていたと述べている。

### ゲストキャラクター
戸井 ゆきお（）
カツミの高校時代の同級生で、同じ野球部に所属していた。ゲームクリエイターを目指して就職したが、地味な仕事に嫌気がさして退職。その後は、引きこもり生活を送っていたが、トレギアに利用されてスネークダークネスに変貌してしまう。
- 名字は英語の「TOY」に由来し、トレギアのおもちゃであることを意味している。また、カツミに対する「問い」という意味も後付されている。

戸井 幸江（）
ゆきおの母親。

### ゲストヒーロー
ウルトラマンジード
- ソリットバーニング
- アクロスマッシャー
- マグニフィセント
- ロイヤルメガマスター
- ウルティメイトファイナル

### 登場怪獣・宇宙人・ウルトラマン（映画）
ウルトラマントレギア
ピグモン
ガンQ
ベムスター
メカゴモラ（カスタムヘビー）
ペガッサ星人ペガ
超鎧装獣 グルジオレギーナ

邪願獣 スネークダークネス
戸井ゆきおがウルトラマントレギアの邪悪なエネルギーによって憎しみと怒りの感情を増幅され、変貌した怪獣。元となったのはゆきおがパソコンで描いていた「暗黒に巣食うヘビ」を意味する名前の怪獣である。武器はハサミ状になった先端を持つ尻尾ダークネスイーターと右手のシャドウシザーズで、得意技は口から破壊光線を放つトラジェディシャウトで、強化版のトラジェディシャウト・ヘルもある。その他にも、シャドウシザーズを振り回して敵をなぎ払うギロチンジャッジやシャドウシザーズを叩き込むデモンブラッドジャッジ、肩から撃ち出すインフェルノバレット、体当たりしながら光線を放つグレートエクスキューションもある。
- デザインはオーソドックスな怪獣の体型としつつ、背部にボリューム感を与えることでラスボスらしさを表現している。ゆきおが考えた怪獣のため、一切生物感などは無視して、全身のトゲトゲなど、いわゆる子供が考えそうな要素を散りばめている。スーツは『ウルトラマンX』に登場したザイゴーグを改造したもので、左右非対称の腕がその名残である。武居の演出プランを踏まえて、尻尾の先端が開閉するようになっている。
- グルーブに投げられるシーンでは、尾をCGで表現している。

### キャスト（映画）
- 湊カツミ - 平田雄也
- 湊イサミ - 小池亮介
- 湊アサヒ - 其原有沙
- 湊ミオ - 眞鍋かをり
- 湊ウシオ - 山崎銀之丞
- 戸井ゆきお - 西井幸人
- 美剣サキ - 木下彩音
- 二宮ユウハ - 須藤叶希
- えりな - 白石優愛
- ななか - 大出菜々子
- 通行人A - 友松花穂
- 通行人B - 白畑真逸
- 公園の子供 - 大木由香
- アイゼンテック社員 - 久保健俊、駒崎高貴、夏岡エレナ
- 逃げる人 - ゴリきん、小出真也
- 幼い頃のカツミ（写真） - 藤沢元
- 幼い頃のイサミ（写真） - 嶺岸煌桜
- 経済評論家 - 花ヶ前浩一
- 女性アナウンサー - 鵜川薫
- 官房長官 - 野口雅弘
- 戸井幸江 - 原日出子
- 朝倉リク - 濱田龍臣

#### 声の出演（映画）
- ウルトラマントレギア - 内田雄馬
- ダーリン - 湯浅かえで
- ペガッサ星人ペガ - 潘めぐみ

### スーツアクター（映画）
- ウルトラマンロッソ - 岩田栄慶
- ウルトラマンブル - 岡部暁
- ウルトラウーマングリージョ - 安達仁美
- ウルトラマントレギア - 石川真之介
- ガンQ - 横尾和則
- ベムスター - 新井宏幸
- スネークダークネス - 桑原義樹
- ピグモン - 宮永裕都、武田彩里
- ペガッサ星人ペガ - 丸田聡美
- 梶川賢司
- 永地悠斗
- 片岡大知
- 高橋舜

### スタッフ（映画）
- 監修 - 塚越隆行
- 企画 - 黒澤桂、金木勲、濱田健二、押田裕一、藤田浩幸、飯塚寿雄
- チーフプロデューサー - 北浦嗣巳
- プロデューサー - 鶴田幸伸
- ラインプロデューサー - 村山和之
- 撮影 - 新井毅
- 照明 - 武山弘道
- 美術 - 木場太郎
- 録音 - 星一郎
- 編集 - 矢船陽介
- キャスティング - 島田和正
- アクションコーディネート - 寺井大介
- 視覚効果 - 三輪智章
- キャラクターデザイン - 後藤正行
- 背景 - 島倉二千六
- 画コンテ - なかの★陽、川石テツヤ、岩﨑龍介
- タイトルロゴデザイン - 高田昌範（ブレスファクトリー）
- アサヒの絵デザイン - 旭天満
- 音楽 - 高梨康治（Team-MAX）
- 音楽（ウルトラマンジード） 作・編曲 - 川井憲次
- 配給 - 松竹メディア事業部
- 制作 - 円谷プロダクション
- 劇場版ウルトラマンR/B製作委員会（円谷プロダクション、バンダイ、バンダイナムコアーツ、松竹、テレビ東京、電通、BANDAI SPIRITS）
- 脚本 - 中野貴雄
- VFX監督 - 神谷誠
- 監督 - 武居正能

### 音楽（映画）
主題歌「ヒカリノキズナ」
作詞 - つるの剛士 / 作曲 - DAIGO / 編曲 - Sho from MY FIRST STORY / 歌 - つるの剛士×DAIGO / 主題歌プロデュース - 中西克仁
挿入歌「Hands」
作詞 - 園田健太郎 / 作曲・編曲 - 園田健太郎、伊藤翼 / 歌 - オーイシマサヨシ

## 映像ソフト化
リリース元はバンダイナムコアーツ。
| 巻数  | 発売日         | 収録エピソード  | 品番      |
| ----- | -------------- | --------------- | --------- |
| BOX I | 2018年11月22日 | 第1話 - 第13話  | BCXS-1390 |
| BOX Ⅱ | 2019年2月26日  | 第14話 - 第25話 | BCXS-1391 |

## 他媒体展開

### テレビシリーズ
『ウルトラマンタイガ』
ロッソとブルがゲスト出演。
『ウルトラマン ニュージェネレーション スターズ』
ロッソとブルがゲスト出演。

### なりきりムービー
ウルトラマンフェスティバル2018 なりきりムービー
実際に映像に登場できるイベント限定映像作品で、なりきりムービーシリーズ第6弾。2018年7月開催の『ウルトラマンフェスティバル2018』にて、DVD、ブルーレイ、microSDなどで持ち帰りが可能。

### Webムービー
湊アサヒ&ペガの応援チャレンジ
劇場版公式twitterで配信の映画応援動画。湊アサヒとペガッサ星人ペガによるチャレンジ企画。

### ゲーム
『ウルトラマン フュージョンファイト!』
本作品の放送と連動したシリーズ『ウルトラマン フュージョンファイト! ルーブノキズナ』が稼働中。
『なりキッズパーク ウルトラマンR/B』
2018年11月21日に発売されたNintendo Switch専用ソフト。ジャンルはなりきりヒーローアクションゲーム。

### 小説
『蒼い瞳の少女は灰色と名乗った』
原案：中野貴雄 執筆：武上純希 イラスト：旭天満 監修：円谷プロ
書籍『ウルトラマンR/B超全集』（小学館）収録の書き下ろし小説。グリージョ（美剣サキ）と先代ロッソ、ブルの出自について描いている。
『トレギア物語/青い影』
執筆：中野貴雄 監修：円谷プロ
書籍『ウルトラマンタイガ超全集』（小学館）収録の書き下ろし小説。トレギアとタロウの過去について描いている。